# Kaestlea palnica
Espèce
Synonymes
- Lygosoma travancoricum var. palnica Boettger, 1892

Statut de conservation UICN

 DD  : Données insuffisantes
Kaestlea palnica est une espèce de sauriens de la famille des Scincidae.

## Répartition
Cette espèce est endémique du Tamil Nadu en Inde. Elle se rencontre jusqu'à 2 134 m d'altitude.

## Étymologie
Cette espèce est nommée en référence au lieu de sa découverte : les monts Palni.

## Publication originale
- Boettger, 1892 : Listen von Kriechtieren und Lurchen aus dem tropischen Asien u. aus Papuasien. Bericht des Offenbacher Vereins für Naturkunde, vol. 1892, p. 65-164.